# Погончук Руслан Вікторович
Русла́н Ві́кторович Погончу́к (27 червня 1976 — 1 січня 2016) — молодший сержант Збройних сил України, учасник російсько-української війни.

## Життєпис
Народився 1976 року в місті Старокостянтинів Хмельницької області. Закінчив 8 класів старокостянтинівської ЗОШ № 8 міста Старокостянтинова, потім — Калуський харчовий технікум. Протягом 1994—1996 років проходив строкову військову службу в лавах ЗСУ. Працював охоронником, згодом — приватний підприємець.
Мобілізований 2015 року; молодший сержант, командир бойової машини—командир відділення 1-го взводу батареї ПТКР, 30-та ОМБр.
1 січня 2016 року помер через раптову зупинку серця під час несення служби в селі Краснополівка Бахмутського району.
4 січня 2016-го похований в селі Решнівка Старокостянтинівського району.

## Нагороди та вшанування
- Почесний громадянин Старокостянтинівського району Хмельницької області (2016, посмертно)
- 19 квітня 2016 року в Старокостянтинові на будівлі ЗОШ № 8 відкрито меморіальну дошку Руслану Погончуку.